# Kansai Open
Kansai Open (japanska: 関西オープンゴルフ選手権競技, romaji: Kansai ōpun gorufu sensyuken kyōgi) är en professionell golftävling på den japanska golftouren. Tävlingen spelades mellan 1973 och 1991 och återvände sedan 2009. 2017 års upplaga av tävlingen är den 83:e som spelas.Tävlingen spelas i maj varje år på olika golfbanor runt om i Japan.

## Vinnare
| År   | Spelare         | Nationalitet | Golfbana                         | Stad                  | Resultat | Mot par |
| ---- | --------------- | ------------ | -------------------------------- | --------------------- | -------- | ------- |
| 2017 | Shugo Imahira   | Japan        | Joyo Country Club                | Tsukubamirai, Ibaraki | 275      | −9      |
| 2016 | Cho Byung-min   | Sydkorea     | Hashimoto Country Club           | Hashimoto, Wakayama   | 278      | −6      |
| 2015 | Daisuke Kataoka | Japan        | Meishin Youkaichi Country Club   | Higashiōmi, Shiga     | 267      | −17     |
| 2014 | Koumei Oda      | Japan        | Rokko Country Club               | Nishinomiya, Hyōgo    | 273      | −15     |
| 2013 | Brad Kennedy    | Australien   | Olympic Golf Club                | Miki, Hyōgo           | 206      | −10^    |
| 2012 | Toshinori Muto  | Japan        | Izumigaoka Country Club          | Sakai, Osaka          | 266      | −18     |
| 2011 | Cho Min-gyu     | Sydkorea     | Ono Golf Club                    | Ono, Hyōgo            | 270      | −14     |
| 2010 | Shigeru Nonaka  | Japan        | Tanabe Country Club              | Kyōtanabe, Kyoto      | 269      | −11     |
| 2009 | Hiroyuki Fujita | Japan        | Takarazuka Golf Club, New Course | Takarazuka, Hyōgo     | 264      | −20     |